# حروب تاي سون

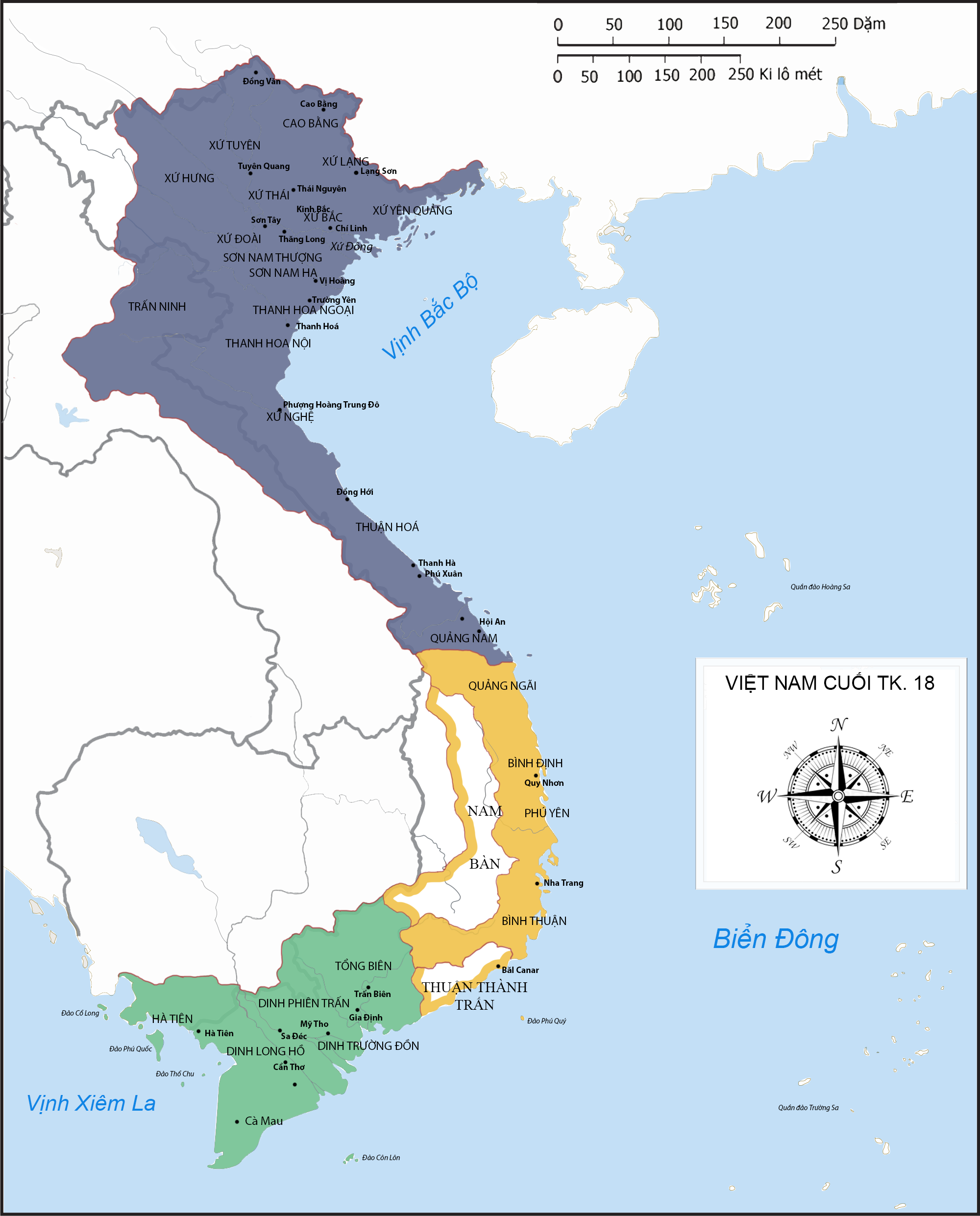

كانت حروب تاي سون، التي تُعرف غالبًا باسم الحرب الأهلية الفيتنامية من 1771 إلى 1802، سلسلة من الصراعات العسكرية التي أعقبت انتفاضة الفلاحين الفيتناميين بقيادة ثلاثة أخوة هم نغوين نهوك ونغوين هو ونغوين لي. بدأت في عام 1771 وانتهت في عام 1802 عندما كسب نغوين فوك آن (أو الإمبراطور جيا لونغ أحد أفراد عائلة اللورد نغوين) الحرب في تاي سون وأعاد توحيد داي فييت، ثم أعاد تسمية البلاد فيتنام.

## ملخص
كان تمرد تاي سون ثورة فلاحية قادها ثلاثة أشقاء نغوين نهوك ونغوين هو ونغوين لي. بدأت القوات الثورية من وسط فيتنام في عام 1771، وأطاحت فيما بعد بعائلات النخبة الفيتنامية الحاكمة والسلالة الحاكمة، ثم نصب قادة تاي سون أنفسهم كحكام لفيتنام واحتفظوا بالسلطة حتى أطاح بهم نغوين فوك آن، وهو أحد أفراد عائلة اللورد نغوين الذي سبق أن خسر في حرب تاي سون. كان للأزمات البيئية وغيرها من الأزمات التي أضعفت داي فييت في النصف الثاني من القرن الثامن عشر أثر في ذلك. في 1752 و1767 و1782، على التوالي، انهارت مملكتا بورما وسيام المجاورتان، مما أفسح المجال لسلالات حاكمة جديدة هناك. وكان ما حدث في داي فييت مشابهًا ولكنه أكثر تعقيدًا واستمر لفترة أطول. كتب المؤرخ ألكسندر وودسايد: «إذا كان البر الرئيسي لجنوب شرق آسيا هو مفترق طرق للحضارات، ... كانت فيتنام التقليدية مفترق طرق ضمن مفترق الطرق هذا، خاصة بعد أن استولت على دلتا نهر ميكونغ». كانت المناطق الجغرافية الثلاث لداي فييت متنوعة ثقافيًا، وثبت أنه من الصعب دمجها في نظام حكم واحد لأول مرة. يعكس التاريخ العسكري الصاخب للصراع الذي دام ثلاثة عقود والمعروف باسم تمرد تاي سون هذا التنوع الثقافي غير العادي والتغيرات السريعة الفوضوية التي هزت المجتمع الفيتنامي الحديث المبكر في فترة الأزمة البيئية.

## خلفية

### انهيار الحكم الملكي في القرن السادس عشر
يعود أصل الصراعات إلى القرن الخامس عشر، عندما بدأ العاهل الفيتنامي لي تان تونغ (حكم منذ عام 1460 حتى عام 1497) في تبني الإصلاح الكونفوشيوسي المستوحى من أسرة مينغ على البلاد، مما أدى إلى وصول المملكة إلى ذروتها باعتبارها قوة عظمى إقليمية، وازداد سكانها من 1.8 مليون عام 1417 إلى 4.5 مليون شخص في نهاية عهده. كانت معاملات عائلة لي الملكية تتسم بالدقة الكونفوشيوسية حول موضوع المسؤولية. إذ أحضرت علماء دونغ كينه ومحاربي تانه إلى حكومتها. حول لي تانه داي فييت إلى دولة بيروقراطية مركزية ذات طابع كونفوشيوسي قوي وأسس نام جياو (فصل نان تشياو)، أضافة لانتشار أفكار التضحية من أجل الجنة، كطقوس للدولة المركزية الجديدة. ولتوظيف البيروقراطية الجديدة، استخدم ملك سلالة لي، المشار إليه على أنه إمبراطور في السجلات الفيتنامية، لأول مرة نظام السنوات الثلاث لتوظيف الخبراء في الخدمة المدنية. شكل هذا النظام الإداري نموذج هونغ دوك، الذي سمي على اسم الفترة الثانية من فترتي حكم لي تانه تونغ. في غضون ذلك، أرسلت داي فييت بعثات إلى الصين اعتبرتها بمثابة دفع الضرائب، إذ منح حكم مينغ الحاكم الفيتنامي لقب «الملك أنام»، في حين استخدم الفيتناميون بيانًا أقرّ بأن حكمهم مساوٍ لحكم إمبراطورية مينغ. ومع ذلك، بعد وفاته وابنه لي هيان تونغ (الذي حكم منذ عام 1498 حتى 1504)، سقط نظام حكم العائلة المالكة. بدأ ذلك مع الملك لي أوي ميك الذي استولى على عرش تاي فيت عام 1505، وقتل جدته ووزيرين، وبشر ببدء عصر من عدم الاستقرار. كانت عائلة لي الحاكمة، التي تعود أصولها إلى ثان هوا في جنوب داي فييت، تعتمد بشكل متزايد في الحكم على عشيرتين عسكريتين رئيسيتين هما ترين وغوين. وقعت سلالة لي بشكل متزايد ضحية للتآمر بين هذه العشائر المتنافسة. اندلعت الحرب منذ عام 1505 حتى عام 1509، مما أجبر عشيرة نغوين لفترة وجيزة على العودة إلى تانه هوا. طرأت حالات مناخ قاسية في أوائل القرن السادس عشر، مثل فترات الجفاف في عامَي 1503 و1504، وحدثت أعاصير وفيضانات في دلتا النهر الأحمر في كل عام منذ 1512 حتى 1517، مما أدى إلى انخفاض سريع في اقتصاد الدولة الفيتنامية. أدى عدم الاستقرار، والمجاعات، والأوبئة، والكوارث، وثورات الفلاحين، والتعاقب السريع لثمانية حكام، اغتيل ستة منهم، إلى سقوط تاي فييت بين قوى جنوب شرق آسيا.
في عام 1527، استولى ضابط عسكري رفيع المستوى على الحكم الضعيف وقتها، هو ماك دانغ، وسعى إلى استعادة نموذج هونغ دوك البيروقراطي. عزل ملكية لي الحاكمة بعزله لي كونغ هوانغ ونصّب نفسه حاكمًا على داي فييت، أعاد ملوك ماك ترسيخ السلام والاستقرار لفترة وجيزة في البلاد، كانوا يميلون إلى تعزيز استعادة البوذية الفيتنامية وشجعوا الدين الفيتنامي الشعبي في المجتمع. في عام 1529، ذهب أحد الموالين للعائلة المالكة القديمة، نغوين كيم، إلى لاوس وخضع للملك اللاوسي فوتيساراث (حكم منذ عام 1520 حتى عام 1547). منح فوتيساراث لنغوين كيم إدارة إقليم نيوا في داي فييت، قمع ماك دانغ في داي فييت حكم لي الموالي في تانه هوا، وأجبر من بقي منهم بالبحث عن ملجأ في مقاطعات نغوين كيم.  في عام 1533، أعلن نغوين كيم أن الأمير لي دوي نينه (ابن الإمبراطور لي تشيو تونج) ملكًا على تاي فييت. أقر فوتيساراث بذلك، وخصص الموارد لدعمه. أُرسل مبعوثين إلى الصين في عامَي 1536 و1537 للتنديد بحكم ماك دانغ باعتباره مغتصبًا ولطلب مساعدة من أجل التدخل في استعادة السلالة الشرعية. أرسل مينغ إمبراطور الصين 110.000 جندي إلى الحدود، في محاولة لغزو داي فييت. خوفًا من غزو صيني جديد وإعادة إحياء ما حدث مع سلالة لي، سلّم ماك دانغ ووزرائه أنفسهم إلى مينغ. أعادت الإمبراطورية تصنيف بلادهم على أنها «مفوضة أنان» (An-nan tu-t'ung shih) ولم تعد دولة تابعة مستقلة، ولكنها أعطت سلالة ماك دانغ الإذن بإدارتها.